# Един Бећковић
Един Бећковић (Земун 1977) српски је мајстор борилачких вештина. Носилац 5. дана у аикидоу.

## Кратка биографија
Аикидо је почео да вежба у септембру 1992. године у аикидо клубу „Земун“. Кроз редовну праксу стиче основно знање, а учествујући на семинару у Аранђеловцу 2000. године, који је водио Масатоми Икеда, полаже 1. Дан. После тога, 2002. године, похађао је часове на семинару у Београду који је водио мајстор Вилијам Смит, где је похађао 2. Дан. 2005. године положио је испит за 3. Дан на семинару у Београду, овог пута пред испитивачем Филипом Смитом. 2009. године на семинару у Београду који је водио Гордон Џоунс похађао је 4. Дан.
2005. године путује први пут у Јапан и вежба са Моритеру Уешибом. 2013. путовао је по други пут у Јапан и месец дана вежбао са главним инструкторима Хомбу дођоа као што су: Јошинобу Ирие, Катсурада Еиђи, Каназава Такеши, Секи Шоји и Јасуно Масатоши.
2005. године, заједно са Предрагом Тадићем, основао је први у низу аикидо клубова под називом „Јаматокан“. После стабилизације клуба, препустио га је Предрагу Тадићу и основао нови аикидо клуб под називом „Аикидо дојо Едо“, који делује од 2010. године. Да би се тренд ширења аикида у Београду наставио, од јануара 2018. године започињу радови на другој локацији (Карабурма) у просторијама „Омладинског џудо клуба Београд“ за почетак наставе у „Омладинском аикидо клубу Београд“.
Едвин Бећковић развија сарадњу са регионалним организацијама окупљеним око школе аикидоа Christian Tissier и посећује Будимпешту, сарађује са мађарским аикидом и редовно похађа семинаре на којима Бруно Гонзалес предаје. Пошто су ови семинари имали највећи утицај на његов развој аикида, одлучио је да организује семинаре у Београду и позвао Паскала Гуилемина, једног од помоћника Кристијана Тисиера. Постигао је договор са Паскалом Гуилемином да постане технички директор новоформиране аикидо организације Aikido Association Fujiama, на чијем је челу од 2014. године.